# K'inich Kan Bahlam III.

Umzeichnung einer Namensnennung von K'inich Kan Bahlam III.

K'inich Kan Bahlam III. war ein Herrscher (Ajaw) der Maya-Stadt Palenque, der um 751 regierte. Er ist bisher nur durch eine Namensnennung auf der Stele 7 aus Pomoná bekannt, das zu dieser Zeit wahrscheinlich ein Klientelstaat Palenques war. Die Stele beschreibt Feierlichkeiten zum Ende eines Kalenderzyklus (Lange Zählung 9.16.0.0.0, Kalenderrunde 2 Ahaw 13 Sek = 9. Mai 751), die durch den Herrscher Pomonas, K'inich Ho' Hiix Bahlam, geleitet wurden und bei denen K'inich Kan Bahlam III. mitwirkte.
Da es aus Palenque selbst bislang keine bekannten Erwähnungen K'inich Kan Bahlams III. gibt, wird in der Forschung angenommen, dass seine Regierungszeit nur sehr kurz und/oder unruhig gewesen ist. Sie fällt auch etwa in einen Zeitraum, in dem Palenque durch den verfeindeten Nachbarstaat Toniná besiegt wurde. Interessant ist in diesem Zusammenhang eine zerbrochene Tafel aus Toniná, die vom Sieg des Herrschers K'inich Tuun Chapaat berichtet und einen Gefangenen aus Palenque zeigt. Da allerdings der Namenszug zerstört ist, lässt sich nicht sagen, ob K'inich Kan Balam III. selbst oder nur einer seiner Vasallen abgebildet ist.